# Sigdal
Sigdal est une commune de Norvège. Elle est située dans le comté de Buskerud. Le centre administratif de la municipalité est le village de Prestfoss (en)